# كيرن الكسندر
كيرن الكسندر (بالإنجليزية: Kern Alexander)‏ هو كاتب أمريكي، ولد في 1939 في Marrowbone, Cumberland County, Kentucky ‏ في الولايات المتحدة.